# City of Bristol
City of Bristol (kymriska: Bryste) är ett ceremoniellt grevskap och en enhetskommun (unitary authority) i regionen Sydvästra England i Storbritannien. Kommunen har 479 024 invånare (2022). Hela kommunen är en unparished area. Den består av staden Bristol med omnejd.

## Områden
- Ashley, St. George Troopers Hill, Avonmouth & Lawrence Weston, Bedminster, Bishopston & Ashley Down, Bishopsworth, Brislington East, Brislington West, Central, Clifton, Clifton Down, Cotham, Easton, Eastville, Filwood, Frome Vale, Hartcliffe & Withywood, Henbury & Brentry, Hengrove & Whitchurch Park, Hillfields, Horfield, Hotwells & Harbourside, Knowle, Lawrence Hill, Lockleaze, Redland, Southmead, Southville, Stockwood, St. George Central, St. George West, Stoke Bishop, Westbury-on-Trym & Henleaze och Windmill Hill.[3]